# Pick Szeged
SC Szeged mađarski je rukometni klub iz grada Segedina. Utemeljen je 16. prosinca 1961. Klupske su boje crvena i bijela. Domaće susrete igra u gradskoj dvorani Városi Sportcsarnok, koja ima 3200 mjesta.
Klub je nekad nosio imena Szegedi Előre, Szegedi Volán i Tisza Volán. Pokrovitelj mu je mađarski proizvođač salame Pick, čije ime klub nosi.
Danas su Szeged i Veszprém dva najjača mađarska kluba. Redovni su sudionici Lige prvaka.

## Športski uspjesi
- Mađarsko prventvo
  - prvak: 1996., 2007.
  - doprvak: 1985., 1994., 2002., 2003., 2004., 2005., 2006., 2008., 2009., 2010., 2011., 2012., 2013., 2014.
  - treći: 1979., 1983., 1986., 1990., 1993., 1995., 1997., 1998., 1999., 2000., 2001.

- Mađarski kup:
  - pobjednik: 1977., 1982., 1983., 1993., 2006.,  2008.
  - finalist: 1996., 2000., 2002., 2003., 2004., 2005., 2009., 2010., 2012., 2013., 2014.

- Liga prvaka:
  - četvrtzavršnica: 1996./97., 2003./04.

- Kup pobjednika kupova:
  - poluzavršnica: 1982./83., 1983./84., 1993./94.

- Kup EHF / EHF Europski kup:
  - pobjednik: 2013./14.
  - četvrtzavršnica: 1994./95., 2000./01.

- Kup gradova (Challenge Cup):
  - poluzavršnica: 1995./96.

## Vanjske poveznice
- Službena stranica kluba  Arhivirana inačica izvorne stranice od 21. srpnja 2011. (Wayback Machine)